# Les Fiançailles de Mariandl
Série
Mariandl
(1961)
Pour plus de détails, voir Fiche technique et Distribution.
Les Fiançailles de Mariandl (titre original : Mariandls Heimkehr) est un film autrichien réalisé par Werner Jacobs, sorti en 1962.
Il s'agit d'une suite de Mariandl.

## Synopsis
Mariandl revient à Dürnstein après des études de piano à l'académie de musique et des arts du spectacle de Vienne. Elle rend visite à son grand-père Windischgruber qui a fait un héritage : une cousine lui a légué un domaine dans la Wachau, il s'imagine qu'il s'agit d'un château. Mais sur place, ils se rendent compte que le château sera à eux s'ils l'achètent. Le domaine est une ferme délabrée avec des chiens et des chevaux. Les chevaux ne font pas partie de la succession, ils sont "réservés" pour le douteux Deininger. Ils achètent les chevaux à des cirques en faillite et en fait du salami en Italie. Tant qu'il n'a pas assez de chevaux à transporter, il les met en pâturage sur les terrains de Windischgruber.
Mariandl et son grand-père sont consternés que les jolis chevaux doivent être abattus et Mariandl décide de sauver tous les animaux. Mais elle a besoin de 45 000 schillings ; Deininger lui donne un délai de 14 jours pour obtenir l'argent.
Avec ses camarades de l'académie de musique, Mariandl monte un groupe pour donner un concert au Mirama Bar. Cependant un professeur les rappelle à l'ordre. Windischgruber vend son auberge et Peter, le petit ami de Mariandl, vend sa voiture. Cela le met dans de situations compromettantes avec d'autres femmes. L'une d'elles est la fille d'un professeur de musique auprès duquel Peter prend des cours de flûte, car Mariandl a toujours aimé les musiciens. Même entre sa mère Marianne et Franz, son père revenant, il y a de la tension, surtout lorsque ce vieux garçon de Franz est proche de Franzi la gouvernante. Lorsque Marianne ne répond pas à Franz pourquoi elle a viré Franzi, il s'en va chez Windischgruber.
L'argent récolté jusqu'à présent n'est qu'une caution pour les chevaux. Franz et Mariandl improvisent chacun de leur côté un concert de charité et choisissent la même date. Aussitôt après avoir chanté des chansons, elle se précipite à Vienne pour un récital de piano. Finalement elle a l'argent pour les chevaux. Mais pendant le concert, Deininger charge les chevaux dans la bétaillère, mais son acolyte Toni crève les pneus. Les chevaux sont secourus. Mariandl et Peter ainsi que Marianne et Franz se retrouvent ensemble.

## Fiche technique
- Titre français : Les Fiançailles de Mariandl[1]
- Titre original : Mariandls Heimkehr
- Réalisation : Werner Jacobs assisté de Margrith Spitzer
- Scénario : Janne Furch
- Musique : Johannes Fehring
- Direction artistique : Fritz Jüptner-Jonstorff, Alexander Sawczynski
- Costume : Gerdago
- Photographie : Sepp Ketterer
- Son : Herbert Janeczka
- Montage : Arnfried Heyne
- Production : Herbert Gruber
- Sociétés de production : Sascha-Film
- Société de distribution : Constantin Film
- Pays d'origine :  Autriche
- Langue : allemand
- Format : Couleurs - 1,33:1 - Mono - 35 mm
- Genre : Comédie
- Durée : 93 minutes
- Dates de sortie :
  - Allemagne : 11 octobre 1962.
  - Danemark : 26 décembre 1962.
  - France : 10 décembre 1965[1].

## Distribution
- Cornelia Froboess : Mariandl
- Rudolf Prack : Franz Geiger
- Waltraut Haas : Marianne Mühlhuber
- Gunther Philipp : Gustl Pfüller
- Peter Weck : Peter Hofer
- Susi Nicoletti : Franzi
- Sieghardt Rupp : Deininger
- Horst Naumann : Burghaus
- Andrea Klass : Liesl, l'amie de Franzi
- Dany Sigel (de) : Muschi
- Eva Iro : Erika
- Hugo Gottschlich : Ferdl, le porteur
- Peter Machac : Fritz
- Hans Moser : Grand-père Windischgruber
- Hans Habietinek : Carl, le serveur
- Friedrich Hartau : Professeur Waldbrunner
- Sepp Löwinger (de) : Toni
- Herbert Fux : Un gendarme
- Martin Obernigg : Un gendarme
- Anni Schönhuber : La femme de ménage
- Edith Steinacher : Mizzi

## Crédit d'auteurs
- (de) Cet article est partiellement ou en totalité issu de l’article de Wikipédia en allemand intitulé « Mariandls Heimkehr » (voir la liste des auteurs).